# Tojásszeletelő

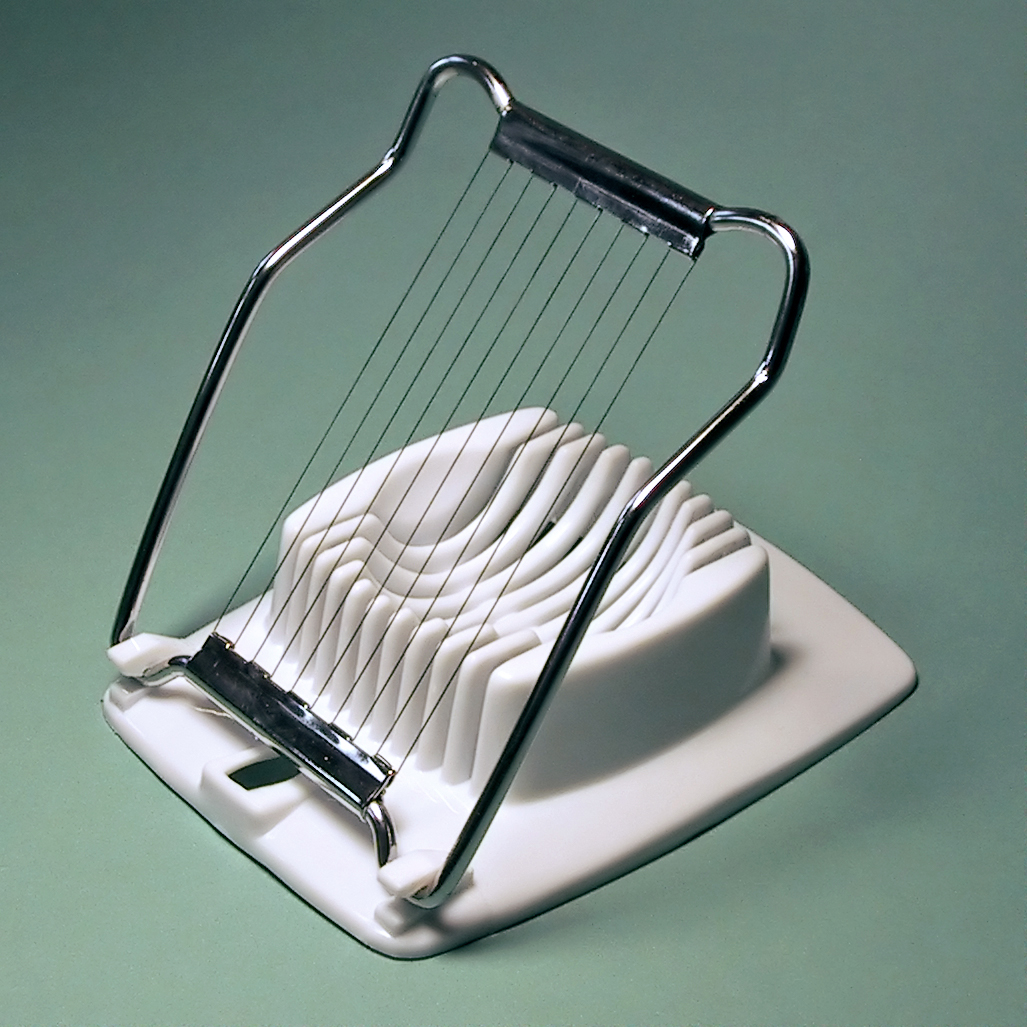
Tojásszeletelő

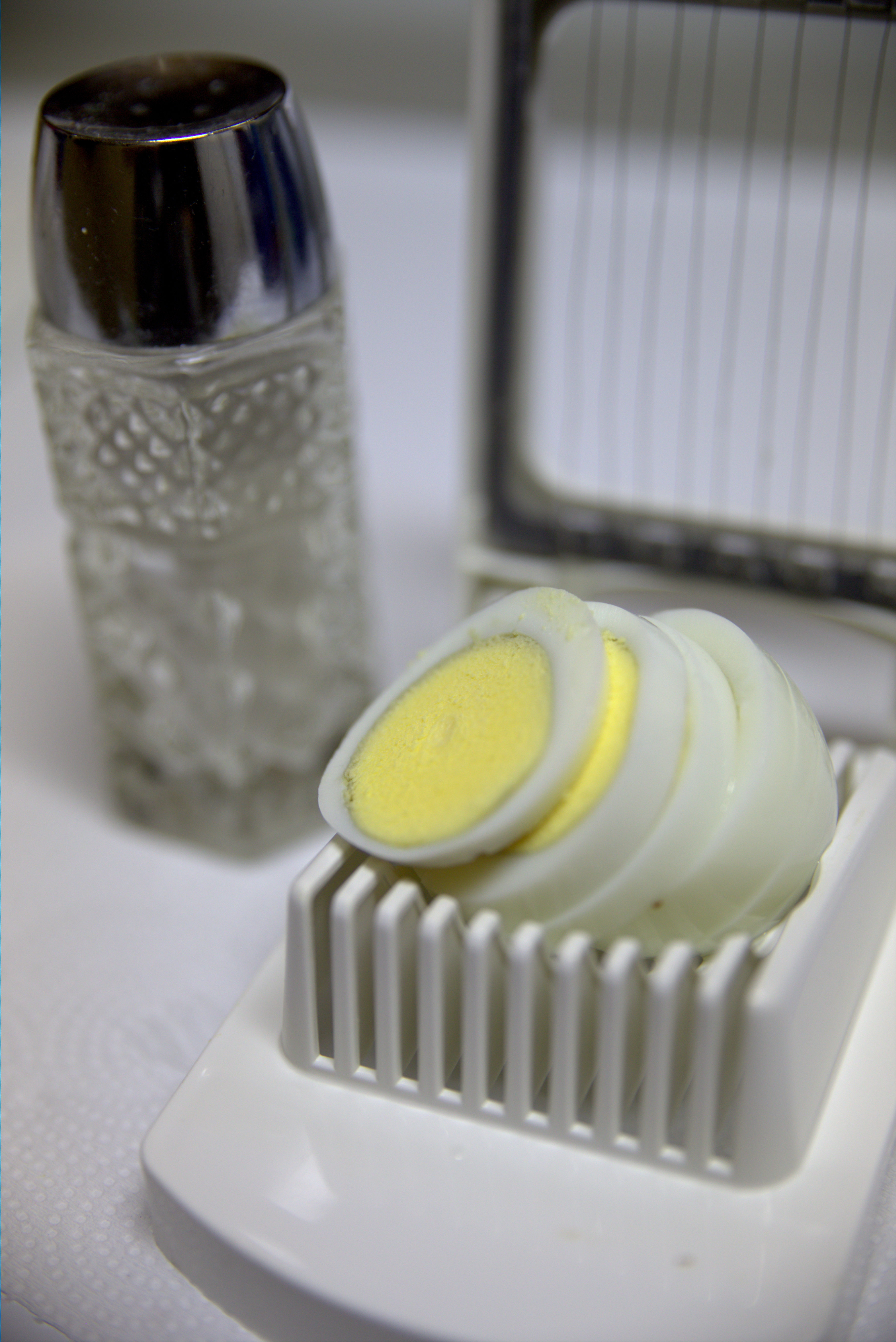
Az eszközzel felszeletelt tojások

A tojásszeletelő egy ételkészítéshez használatos konyhai eszköz, mellyel hámozott főtt tojást szeletelhetünk gyorsan és egyforma vastagságú darabokra. A tojásszeletelő egy a tojás megtartására hivatott, többszörösen felhasított tálrészből és egy e fölé szerelt, drótokból vagy pengékből készített szeletelőrészből áll; utóbbit lecsukva a pengék a tálrész párhuzamos hézagaiba illeszkedve a tojást több szeletre vágják.
Noha alapvetően tojás szeletelésére használatos, alkalmazható megfelelő méretű puha gyümölcsök és zöldségek, például eper, vagy akár gomba darabolására is.
Egy magyar világszabadalom alapján gyártott főtt tojásrúd szeletelésére alkalmas szeletelő, akár 40 szelet tojást is képes egyszerre levágni. Ezt a tojásszeletelőt gasztro-ipari mennyiségek szeletelése céljából fejlesztették ki. Masszív és produktív.Tojásszeletelő